# Samuel Rutherford

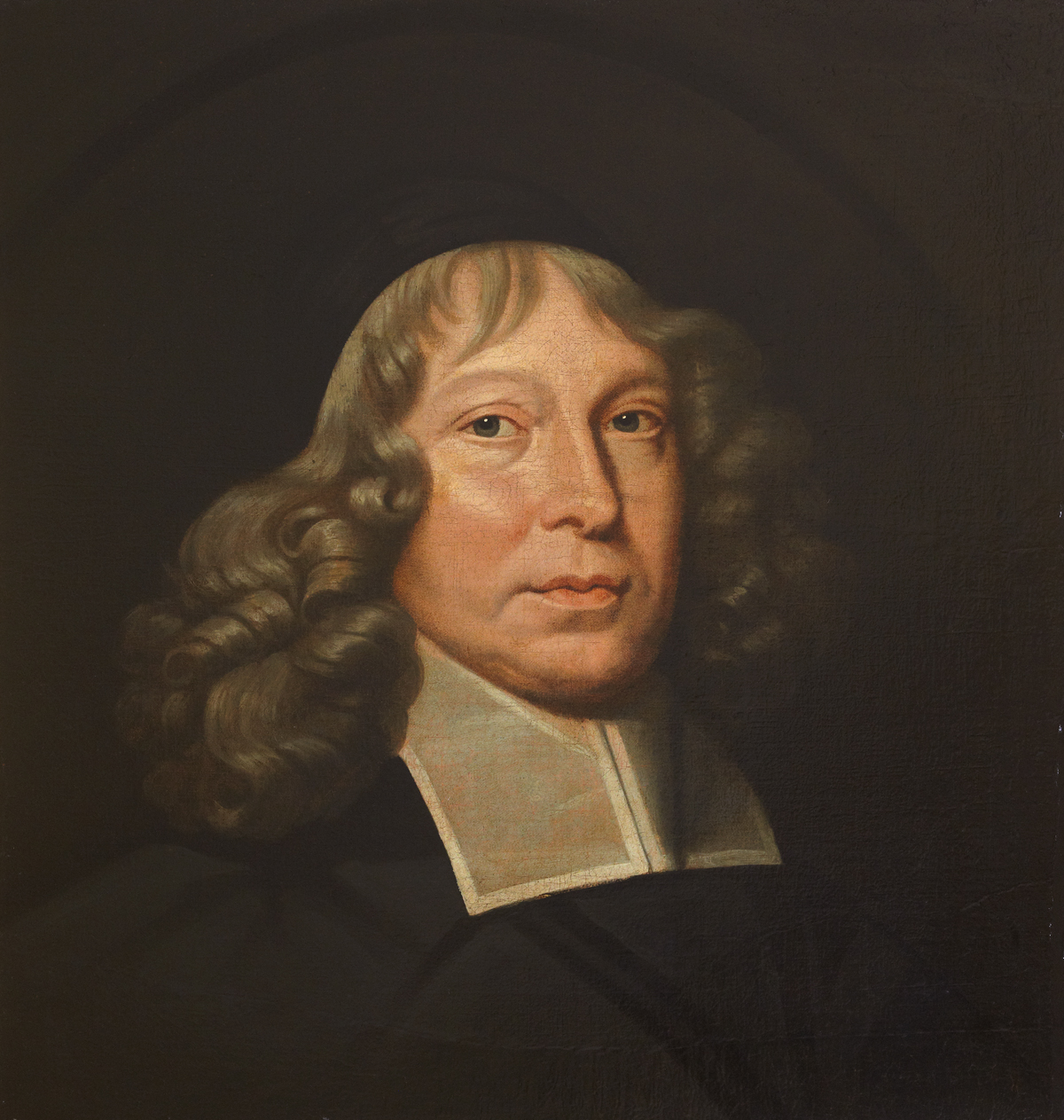
Samuel Rutherford

Samuel Rutherford (of Samuell Rutherfoord (Nisbeth, Roxburghshire, 1600  - Londen, 29 maart 1661) was een Schotse presbyteriaanse predikant, theoloog en auteur, en een van de Schotse commissarissen in de Assemblee van Westminster.
Rutherford ontving een primaire opleiding in Jedburgh en volgde daarna universitair onderwijs in Edinburgh. Toen hij 23 jaar oud was gaf hij medestudenten les in Latijn. Na zijn studie theologie werd hij in 1627 tot predikant geordend in Anwoth. In 1636 kwam zijn eerste werk uit  Exercitationes Apologeticae Pro Divina Gratia. Het werd uitgegeven in Amsterdam. In dit werk keerde hij zich tegen de arminiaanse theologie van bisschop Laud. Hierdoor werd hem het preken verboden en werd hij verbannen naar Aberdeen. Nadat de verbanning was opgeheven werd Rutherford hoogleraar in St. Andrews. Als afgevaardige uit Schotland was hij aanwezig bij de Westminster Assembly. Onder andere in verband met zijn visie op de rechten van het volk en de monarchie, die hij in een boek beschreven had, werd hem zijn hoogleraarschap afgenomen. Zijn boek over dit onderwerp werd door de beul verbrand. Hij stierf in maart 1661.
In Anwoth, waar Rutherford zijn eerste gemeente diende, werd in 1842 ter zijner nagedachtenis een 17 meter hoge obelisk van gepolijst graniet opgericht.
- Bibliothèque nationale de France: cb145334408 (data)
- CiNii: DA10463231
- Gemeinsame Normdatei: 119512874
- International Standard Name Identifier: 0000 0000 6311 1884
- Library of Congress Control Number: n84203889
- Bibliotheek van het Japanse parlement: 001203824
- Nationale Bibliotheek van Israël: 987007279331705171
- Nederlandse Thesaurus van Auteursnamen: 071661328
- LIBRIS: 282924
- SNAC: w67m4mqk
- Système universitaire de documentation: 076343243
- Trove: 964470
- Virtual International Authority File: 71630182
- WorldCat: E39PBJhhtpydQxrtWxMWC79FKd